# MyVideo
MyVideo [maɪ'vɪdɪəʊ] war ursprünglich ein mit YouTube vergleichbares deutschsprachiges Videoportal, das später in ein Informationsportal umgewandelt und zuletzt von der maxdome GmbH in München betrieben wurde, einer hundertprozentigen Tochter der ProSiebenSat.1 Media SE. Vor der Einstellung Ende September 2017 stellte MyVideo Hintergrundinformationen und Trailer zu aktuellen Kinofilmen und Computerspielen bereit und bewarb Inhalte des kommerziellen Angebots von maxdome.

## Geschichte

Logo bis Januar 2011

Logo bis Juni 2006

MyVideo wurde im April 2006 durch die Brüder Samwer als Videoportal gegründet und bot nach eigenen Angaben 3,8 Millionen Videoclips an, davon etwa 150.000 im Premium-Bereich. Laut der Arbeitsgemeinschaft Online Forschung e. V. zählte MyVideo 2013 mit 7,69 Millionen Benutzern zu den fünfundzwanzig reichweitenstärksten Internet-Auftritten in Deutschland und verzeichnete bis zu zehn Millionen Unique Visits im Monat.
Im September 2006 übernahm die SevenOne Intermedia GmbH, ein Tochterunternehmen der ProSiebenSat.1 Media SE, zunächst 30 Prozent an MyVideo. Im Juli 2007 folgten zu einem Kaufpreis von 19 Millionen Euro die restlichen 70 Prozent. Betrieben wurde das Angebot zu diesem Zeitpunkt durch die MyVideo Broadband S.R.L. mit Sitz in Bukarest und die Plattform war, hinter YouTube, eines der größten Videoportale im deutschsprachigen Raum.
2011 startete MyVideo das Webprojekt „MyVideo TV“, bei dem MyVideo-Inhalte mit online präsentierten Formaten der Fernsehsender der ProSiebenSat1-Gruppe kombiniert wurden. 2013 beschäftigte das Unternehmen 35 Mitarbeiter.
Am 30. Oktober 2015 kündigte ProSiebenSat.1 an, MyVideo zum 30. November 2015 auf die in Berlin ansässige Firma Magic Internet Holding GmbH zu übertragen, die auch schon zuvor die strategische und technische Entwicklung der Plattform betreute. Im Rahmen der Übertragung kam es zu einer Änderung des Geschäftsmodells: Es wurden keine Inhalte von Nutzern mehr angeboten, sondern ausschließlich anbieterseitig bereitgestellte Inhalte.
Am 2. Mai 2016 wurde die Website ohne Vorankündigung in ein Werbeportal umgewandelt. Im Rahmen dieser Umstrukturierung wurden sämtliche Videoinhalte von der Webseite entfernt, das App-Angebot eingestellt und ein Teil der Belegschaft entlassen. Seitdem wurde das Angebot durch die maxdome GmbH in München betreut und in der Rubrik Serien und Filme deren Angebot beworben.
Ab Januar 2017 konnten Filme und Fernsehserien aus dem Angebot von maxdome über den MyVideo-Store im kostenpflichtigen Einzelabruf geliehen oder gekauft werden; das Angebot wurde mit einer Ankündigung vom 22. August 2017 zugunsten des maxdome Stores aufgegeben und Ende September 2017 komplett eingestellt.

## Angebot und Geschäftsmodell bis Mai 2016
Das werbefinanzierte Angebot des MyVideo-Videoportals umfasste ursprünglich von Benutzern bereitgestellte Videoclips und Community-Funktionen, die sich an der Plattform von YouTube orientierten. Später folgten Musikvideos, Spielfilme, kurze Ausschnitte und Trailer aus Fernsehformaten von ProSiebenSat1 sowie Webserien (Webisodes). Benutzergenerierte Inhalte (engl. User-generated content) sowie Interaktionsmöglichkeiten für Benutzer wurden mit November 2015 eingestellt, was zu einem erheblichen Rückgang der Benutzerzahlen und von Abrufen führte.
Weitere Schwerpunkte bildeten sogenannte Themenwelten, Anime-Serien, Let’s Play-Formate sowie Livestreams. Die Inhalte waren, bis zur Einstellung von MyVideo als Videoportal, mittels Webbrowser und mobile Apps für Smartphones, Tabletcomputer sowie Smart-TV-Geräte abrufbar.

### Sparten
- Musik
- Erotik[12]
- Filme
- Themenwelten
  - Auto & Motor
  - Sport
  - Politik
  - TV & Film
  - Lifestyle
  - Talente
  - Infotainment
  - Webisodes
- Serien
- Webstars

### Werbung
Das Angebot von MyVideo finanzierte sich weitestgehend über Werbung, die in Form von Bannern, Pop-Ups und Videowerbespots geschaltet wurde. Die Videowerbung, von MyVideo selbst als VideoAd bezeichnet, wurde dabei vor und zum Teil während des Betrachtens von Videos eingeblendet. Die Werbespots ließen sich nicht vorspulen oder überspringen und konnten, ebenso wie die Bannerwerbung und die Popup-Fenster, nur mit Werbeblockern ausgefiltert wurden.

### Urheberrecht
In den AGB wies MyVideo darauf hin, dass eingestellte Inhalte nicht gegen geltende Gesetze (insbesondere Patente, Marken- und Urheberrechte) verstoßen durften. Im Einklang mit den gesetzlichen Vorgaben behielt man sich vor, entsprechende Inhalte im sog. Notice-and-take-down-Verfahren sofort zu entfernen.
Zudem setzte MyVideo eine softwarebasierte Lösung (Video-Fingerprint) ein, die markante Eigenschaften eines Videos beim Hochladen speicherte. Wurde ein beanstandetes Video im Zuge des Notice-and-take-down-Verfahrens entfernt, war dieser Beitrag künftig für die Plattform gesperrt und konnte kein weiteres Mal eingestellt werden. Wenn Nutzer feststellten, dass Inhalte anderer Nutzer gegen die AGB oder gesetzliche Bestimmungen verstießen, konnten sie dies über ein Abuse-Report-Formular melden.
Nach der Änderung des Geschäftsmodells im Oktober 2015 bestand das Angebot ausschließlich aus anbieterseitig bereitgestellten Inhalten, wodurch das Urheberrechtsproblem durch hoch geladene Videos entfiel.

### Sendungen
Zwischen 2012 und 2015 produzierte ProSiebenSat.1 Digital mehrere Websendungen exklusiv für MyVideo. In diesen live übertragenen Shows traten in der Regel etablierte „Webstars“ als Moderatoren oder Teilnehmer auf. Hierfür nutzte man ab Dezember 2012 Studios in Köln-Hürth. Zu den regelmäßigen Formaten zählten etwa Let's Play Together und Hard Reset mit PietSmiet bzw. Rocket Beans TV, zudem gab es Eventsendungen.

#### MyVideo RushHour
MyVideo RushHour war eine einstündige Websendung, die von 2012 bis 2013 ausgestrahlt wurde. Neben den Moderationen von Tahnee und Daniele Rizzo gab es mit Aequitas eine Studiomusikerin. Pro Folge war ein Webstar zu Gast.

#### Let’s Play Together
Bereits am 18. Mai 2012 fand mit den beiden Let’s Playern Gronkh und Sarazar auf MyVideo ein erster Livestream namens Let’s Play Together statt. Seither wurde das Format wöchentlich freitags um 18 Uhr (mit Unterbrechungen) ausgestrahlt. In der Sendung wurden Neuigkeiten aus der Videospielbranche diskutiert und Spiele angespielt und getestet. Die Aufzeichnungen wurden monatlich teilweise über eine Million Mal abgerufen. Die hundertste Ausgabe fand am 28. November 2014 statt und war gleichzeitig die letzte Ausgabe mit Gronkh und Sarazar. Die Winterpause sollte genutzt werden, um ein „neues“ Let’s Play Together vorzubereiten.
Am 13. März 2015 wurde dann bekannt gegeben, dass in der Neuauflage, die seit dem 20. März gesendet wurde, die YouTuber Fabian Siegismund und David Hain anstelle von Gronkh und Sarazar moderieren werden. Seit Folge 103 fand der Livestream donnerstags statt und seit der Folge 131 wurden die Folgen auch auf Twitch gestreamt. Seit der Folge 122 gab es für die beiden Unterstützung durch die Youtuber LeFloid und Frodoapparat, wodurch es in den nachfolgenden Sendungen verschiedene Konstellationen bei der Moderation gab. In der Folge 132 vom November 2015 wurde bekannt gegeben, dass es keine weiteren Folgen mehr geben wird. Auf YouTube, wo die Videos von Let’s Play Together ebenfalls abrufbar sind, wurde der Upload bereits nach Folge 130 eingestellt.

#### Last Man Standing
Der Bereich Webstars wurde auf MyVideo.de ausgebaut, da dieser gute Zuschauerzahlen erreichte. So fand am 1. März 2013 ein größeres Event namens Last Man Standing und am 30. November 2013 die Fortsetzung Last Man Standing 2 statt. Hierbei traten unter anderem die YouTuber Gronkh und Sarazar als Team LPT gegen das Team PietSmiet an. Beide Events begannen um 18 Uhr und wurden acht Stunden lang ebenfalls auf MyVideo gesendet. Die beiden Teams forderten sich gegenseitig in verschiedenen Videospielen heraus. Ab 23 Uhr wurden dann auch Spiele, die ab 18 Jahren freigegeben sind, gespielt. Am 8. August 2015 fand die dritte Ausgabe unter dem Titel Last Man Standing Generations statt. In dieser Ausgabe, die auf der Gamescom vor etwa 3000 Zuschauern stattfand und von den YouTubern David Hain und Fabian Siegismund moderiert wurde, trafen nicht wie in den vorherigen Ausgaben Team PietSmiet und Team LPT aufeinander, sondern die sogenannten Teams Team Veteranen und Team Rookies spielten gegeneinander.

#### Let’s Play Poker
Am 21. März 2013 wurde bekannt gegeben, dass ein weiterer Livestream unter dem Namen Let’s Play Poker geplant sei. Der Livestream, welcher am 23. März 2013 erstmals produziert wurde, wurde von dem Onlinepokerraum PokerStars gesponsert. Es spielen in der Regel acht bekannte YouTuber gegeneinander Poker. Der Sieger spendete seinen Gewinn an eine gemeinnützige Organisation. Zusätzlich gab es die Möglichkeit für einen Zuschauer als sogenannter Wildcard-Teilnehmer beim Event teilzunehmen. Alle Folgen wurden zusätzlich auf dem offiziellen YouTube-Kanal hochgeladen. Ab der zehnten Ausgabe wurde die Show auf YouTube live übertragen, in der elften Ausgabe sogar vor Publikum. Insgesamt wurden dreizehn Ausgaben ausgestrahlt, die letzte im November 2015. Alle Sendungen wurden nach dem Live-Stream auf MyVideo zum Abruf bereitgestellt.

#### Bootcamp
Am 2. April 2014 wurde auf dem Hauptkanal eine Ankündigung für das Studio71 Bootcamp veröffentlicht. Dabei handelte es sich um ein Projekt, bei dem man sich mit seinem YouTube-Kanal, sofern er weniger als 50.000 Abonnenten hat, bewerben konnte und vom Netzwerk Unterstützung und Hilfe bei der Produktion und Verbreitung von eigenen Videos und der Gestaltung des Kanals bekommt. Gleichzeitig wurde man Partner im Netzwerk. Die Teilnehmer wurden, ebenfalls auf dem Hauptkanal von Studio71, von den beiden YouTubern Fabian Siegismund und Dan the man vorgestellt, wobei sie auf satirische Art erklärten, was der Kandidat an seinen Videos verbessern könnte.
Das Ankündigungsvideo für das Bootcamp 2.0 wurde am 31. März 2015, also fast ein Jahr nach dem ersten, veröffentlicht. Diesmal konnte jeder mitmachen, der einen YouTube-Kanal mit weniger als 1.000 Abonnenten hatte. Die Jugendzeitschrift Bravo diente hierbei als offizieller Medienpartner.

## Magic Internet und Quazer

Quazer Logo (2016)

Die in Berlin ansässige Magic Internet Holding GmbH war als ProSiebenSat.1-Tochter von Dezember 2015 bis Mai 2016 Betreiberin von MyVideo und betreute operativ die von der TVRL GmbH übernommene Musikvideo-Plattform Ampya (vormals Putpat) sowie das Portal songtexte.com. Magic Internet war neben dem Betrieb auch für die Entwicklung von MyVideo verantwortlich.
Nach dem Übergang der Marke MyVideo an die Maxdome GmbH entwickelte die Magic Internet GmbH das lineare und werbefinanzierte Internetfernsehen-Angebot Quazer, das kurzzeitig unter der Marke CouchVideos firmierte. Quazer wollte laut eigenen Angaben eine Alternative zum herkömmlichen Fernsehen werden und bot redaktionell ausgewählte Dokumentationen der Plattformen Vimeo und YouTube sowie lizenzierte Inhalte des ZDF innerhalb wählbarer Themenkanäle an. Das zuletzt nur noch 21 Kanäle umfassende Kanalangebot wurde über die gleichnamige Webseite sowie native Apps für die Plattformen Android und iOS bereitgestellt, erreichte im Testbetrieb aber lediglich 430.000 Nutzer und konnte nie eine nennenswerte Reichweite aufbauen; das lag auch am von Benutzern kritisierten Bedienkonzept sowie den teilweise nicht deutschsprachig angebotenen Spartenkanälen.
Am 12. Oktober 2016 gab ProSiebenSat.1 offiziell bekannt, dass es sich an dem US-amerikanischen Internet-Fernsehportal Pluto TV beteiligt hat und es im Rahmen dieser Beteiligung zur Übereignung von Magic Internet und deren Marke Quazer an die hinter Pluto TV stehende Pluto Inc. gekommen ist.
Ende Juli 2017 verließ einer der Geschäftsführer, Sören Ziems, das Unternehmen und am 9. August 2017 erfolgte die Umbenennung der Magic Internet GmbH in Pluto TV Europe GmbH mit Olivier Jollet als vertretungsberechtigtem Geschäftsführer (Handelsregisterauszug 111549 B vom 18. August 2017, Amtsgericht Berlin-Charlottenburg).
Die Verbreitung von Quazer wurde im Herbst 2017 mangels Reichweite und der neuen Fokussierung auf die Pluto-TV-Beteiligung eingestellt.
Anfang 2019 kam es zur Übernahme von Pluto TV durch Viacom, das die Marke als werbefinanziertes Angebot auf Portalen von teilweise kostenpflichtigen Streaming-Anbietern in Europa etablieren möchte und, ähnlich wie Quazer, wenige kuratierte Spartenkanäle mit Eigenproduktionen der Viacom-Marken sowie lizenzierte Inhalte anbietet – teilweise erneut englischsprachig.